# Аль-Мунзир II
Аль-Мунзир II ибн аль-Мунзир (ок. 430 — 499/500) — царь (малик) государства Лахмидов в 492/493—499/500 годах, сын царя аль-Мунзира I. Посажен на престол Сасанидами после отстранения от власти его брата аль-Асуада.

## Происхождение и приход к власти
Аль-Мунзир II был младшим сыном лахмидского царя аль-Мунзира I, он появился на свет, когда его отцу было уже около пятидесяти лет, то есть приблизительно в 430 году. По воле сасанидского шаханшаха аль-Мунзир унаследовал лахмидский престол после своего брата аль-Асуада. Согласно средневековому арабскому автору Абу-ль-Бака аль-Хилли, правление аль-Асуада было прервано шаханшахом, по приказу которого лахмидский царь был брошен в темницу. Исторический контекст скорее подтверждает последовательность событий в интерпретации аль-Хилли. Мусульманские историки сходятся во мнении, что преемником аль-Асуада шаханшах назначил не его сына ан-Нумана, а его брата аль-Мунзира II, что было обусловлено, вероятно, опалой аль-Асуада и недоверием шаханшаха по отношению к его законному наследнику.

## Правление
О кратковременном правлении аль-Мунзира II в источниках практически не сохранилось сведений. По мнению российского исследователя Д. Е. Мишина, отстранение от власти царя аль-Асуада и его сына ан-Нумана, довольно кратковременное правление аль-Мунзира II и последующее возведение на престол сына свергнутого аль-Асуада могут свидетельствовать о том, что тот период в Хире развернулась борьба за власть между сыновьями царя аль-Мунзира I и их потомками. Однако кратковременность правления аль-Мунзира II совсем не обязательно следует объяснять происками его племянников. Если признать, что аль-Мунзир родился около 430 года, то к моменту смерти ему было уже более семидесяти лет, поэтому он вполне мог умереть своей смертью. После смерти аль-Мунзира II лахмидский престол с одобрения сасанидского шаханшаха занял сын аль-Асуада ан-Нуман II, что по расчётам Мишина произошло между августом 499 и августом 500 года.